# NGC 2910
NGC 2910 (другие обозначения — OCL 781, ESO 166-SC17) — рассеянное скопление в созвездии Парусов. Открыто Джоном Гершелем в 1834 году.
NGC 2910 — молодое скопление возрастом 63 миллиона лет или немного меньше. Оценки различных его параметров разнятся. Так, величина межзвёздного покраснения в цвете B−V может оцениваться как 0,22m, но встречались значения как вдвое меньшие, так и доходящие до 0,34m. Расстояние до скопления составляет от 1,3 до 2,6 килопарсека.
Этот объект входит в число перечисленных в оригинальной редакции «Нового общего каталога».